# Eo biển Sunda
Eo biển Sunda (tiếng Indonesia: Selat Sunda) là một eo biển nằm giữa các đảo của Indonesia là Java và Sumatra. Nó nối biển Java với Ấn Độ Dương. Tên gọi xuất phát từ thuật ngữ Pasundan trong tiếng Indonesia có nghĩa là "Tây Java."

## Địa lý
Eo biển này kéo dài gần đúng theo hướng đông bắc-tây nam, với chiều rộng tối thiểu khoảng 24 km (15 dặm Anh) ở đầu phía đông bắc, giữa mũi Tua trên đảo Sumatra và mũi Pujat trên đảo Java. Nó rất sâu ở phía tây nhưng hẹp và nông hơn ở phía đông, với độ sâu chỉ 20 m (65 ft) ở các phần phía đông. Điều này làm cho nó trở thành khó có tiếng trong việc hoa tiêu, với các dải cát ngầm, dòng chảy thủy triều rất mạnh và các vật cản nhân tạo như các giàn khoan dầu ngoài khơi Java. Nó từng là hành trình đường thủy quan trọng trong nhiều thế kỷ, đặc biệt là trong thời kỳ khi công ty Đông Ấn Hà Lan sử dụng nó làm cổng vào quần đảo Gia vị của Indonesia (1602-1799). Độ hẹp, độ nông của eo biển cũng như không có biểu đồ chính xác đã làm nó trở thành không phù hợp cho nhiều tàu thuyền lớn ngày nay, phần lớn trong số đó thay vì đi qua đây đều đi qua eo biển Malacca.
Trong eo biển này có một số đảo nhỏ, bao gồm Sangiang (Cản đường), Sebesi, Sebuku, Panaitan (Hoàng tử) và đáng chú ý nhất là quần đảo Krakatoa gồm các đảo Lang (Panjang hay Rakata Kecil), Verlaten (Sertung), Krakatoa và Anak Krakatoa. Phần nhiều trong số các đảo này (như Sebesi và Panaitan) có nguồn gốc núi lửa, nhưng núi lửa được biết đến nhiều nhất là Krakatoa. Các đảo trong eo biển và các khu vực bao quanh cận kề Java và Sumatra từng bị tàn phá bởi vụ phun trào của núi lửa Krakatoa năm 1883, chủ yếu là do đá bọt rơi mãnh liệt và các trận sóng thần lớn sinh ra do sự sụp đổ của núi lửa này. Vụ phun trào đã làm thay đổi mạnh địa hình eo biển, với tới khoảng 18–21 km³ ignimbrit bị trầm lắng xuống trên một diện tích khoảng 1,1 triệu km² xung quanh núi lửa. Một số khu vực không còn được tái định cư nữa (như khu vực duyên hải Java hiện nay nằm trong vườn quốc gia Ujung Kulon), nhưng phần lớn vùng duyên hải hiện nay có dân cư đông đúc.

## Trận chiến eo biển Sunda
Ngày 1 tháng 3 năm 1942, trận chiến eo biển Sunda - một phần của trận chiến biển Java lớn hơn - đã diễn ra khi các tuần dương hạm của phe Đồng Minh là HMAS Perth và USS Houston chạm trán với lực lượng đổ bộ của Nhật Bản gần Bantam do chuẩn đô đốc Kenzaburo Hara chỉ huy, trong đó bao gồm các hàng không mẫu hạm, 3 tuần dương hạm và 10 tàu khu trục. Hai tuần dương hạm của Đồng Minh bị chìm nhưng một tàu quét thủy lôi và một tàu vận tải của Nhật cũng bị chìm do hỏa lực của chính phe mình.

## Kế hoạch xây cầu
Trong thập niên 1960 đã có các đề xuất về xây dựng cầu xuyên qua eo biển Sunda, và trong thập niên 1990 thì các đề xuất cụ thể hơn cũng đã được đặt ra. Một kế hoạch mới được công bố vào tháng 10 năm 2007, trong đó người ta có ý định dùng các đảo Ular, Sangiang và Prajurit để tạo ra một cầu treo gồm 4 phần, nằm cao khoảng 70 m (230 ft) trên mực nước biển với nhịp cầu tối đa dài 3 km, gần 50% dài hơn so với cây cầu đang giữ kỷ lục hiện nay là cầu Akashi Kaikyo. Công việc xây dựng có thể bắt đầu từ 2012 nếu nguồn tài chính, ước tính khoảng 10 tỷ USD, có thể nhận được

### Các đảo trong eo biển
- Anak Krakatoa
- Calmeyer
- Krakatoa
  - Danan, nón núi lửa trên Krakatoa
  - Perboewatan, nón núi lửa trên Krakatoa
  - Rakata, nón núi lửa trên Krakatoa
- Legundi
- Panaitan (đảo Hoàng tử)
- Panjang, hay Rakata Ketjil (Lang)
- Polish Hat
- Sangiang (đảo Cản đường)
- Sebesi
- Sebuku
- Sertung (Verlaten)
- Steers (đảo)
- Tabuan

### Vịnh
- Vịnh Lampung, Sumatra
- Vịnh Semangka, Sumatra
- Vịnh Welcome, Java

### Khác
- Kênh đào Thái Lan hay kênh đào Kra
- Eo biển Lombok
- Eo biển Makassar
- Malaccamax